# Aleksandr Yermilov
Aleksandr Yermilov (hebreiska: אלכסנדר ירמילוב, ryska: Александр Юрьевич Ермилов: Aleksandr Jurjevitj Jermilov), född den 12 november 1960 i Charkov, Ukrainska SSR, Sovjetunionen (nu Charkiv, Ukraina), är en tränare och före detta kanotist som tävlade för Sovjetunionen. På 1990-talet emigrerade han till Israel, och sedan 2007 bor Yermilov i Kanada.
Han tog bland annat VM-guld i K-4 10000 meter i samband med sprintvärldsmästerskapen i kanotsport 1981 i Nottingham.